# Aeroportul Lianshulu
Aeroportul Lianshulu (IATA: LHU, ICAO: FYLS) este un aeroport din Namibia.
aeroportul dispune de o singură pistă.